# Dorothy Whitelock
Pour les articles homonymes, voir Whitelock.
Dorothy Whitelock est une historienne britannique, spécialiste de la période anglo-saxonne de l'histoire de l'Angleterre, née le 11 novembre 1901 à Leeds et morte le 14 août 1982 à Cambridge.

## Biographie
Après avoir étudié au Newnham College de l'université de Cambridge, où elle suit notamment les cours de Hector Munro Chadwick et Bruce Dickins, Dorothy Whitelock se lance dans la recherche, passant notamment deux ans à l'université d'Uppsala en Suède. Elle édite le corpus des testaments anglo-saxons en 1930. La même année, elle quitte Cambridge pour Oxford, où elle enseigne au St Hilda's College.
En 1945, Dorothy Whitelock est candidate à la succession de J. R. R. Tolkien au poste de professeur d'anglo-saxon Rawlinson & Bosworth, mais le poste lui échappe au profit de Charles Leslie Wrenn. Elle devient lectrice en vieil anglais dix ans plus tard, en 1955. L'année suivante, elle est élue membre de la British Academy. En 1957, elle revient à Cambridge comme professeur d'anglo-saxon Elrington & Bosworth, succédant à Bruce Dickins. Sous sa direction, le département des études anglo-saxonnes est transféré de la faculté d'archéologie et d'anthropologie à celle d'anglais.
Décorée commandeur de l'Ordre de l'Empire britannique en 1964, Dorothy Whitelock prend sa retraite en 1969, mais continue à écrire et à éditer des ouvrages sur l'Angleterre anglo-saxonne jusqu'à sa mort, en 1982. Son œuvre majeure est English Historical Documents, c.500–1042 (1955, deuxième édition en 1979), une compilation des principales sources primaires concernant la période anglo-saxonne (Chronique anglo-saxonne, Histoire ecclésiastique du peuple anglais…) traduites en anglais moderne.

## Principales publications
- 1930 : Anglo-Saxon Wills (éd.)
- 1939 : Sermo Lupi ad Anglos (éd.)
- 1951 : The Audience of Beowulf
- 1952 : The Beginnings of English Society
- 1954 : The Anglo-Saxon Chronicle (éd.)
- 1955 : English Historical Documents, c.500–1042 (éd.)
- 1967 : The Genuine Asser
- 1979 : English Historical Documents, c.500–1042 (éd.)